# Take Five
"Take Five"는 폴 데스몬드 작곡, 데이브 브루벡 중주 연주의 1959년 앨범 Time Out에 수록된 재즈 곡이다. 뉴욕에 있는 콜롬비아 레코드의 30번가 스튜디오 (CBS 30th Street Studio)에서 1959년 6월 25일, 7월 1일, 8월 18일에 녹음되었다.